# Добрава-при-Костанєвиці
Добрава-при-Костанєвиці (словен. Dobrava pri Kostanjevici) — поселення в общині Костанєвиця-на-Кркі, Споднєпосавський регіон, Словенія. Висота над рівнем моря: 158,1 м.